# Capitol Records
Capitol Records, LLC (Registrada como Capitol Records, Inc. Até 2007) é uma gravadora americana de propriedade da Universal Music Group através de sua marca Capitol Music Group. Foi fundada como a primeira gravadora nos Estados Unidos em 1942 por Johnny Mercer, Buddy DeSylva e Glenn E. Wallichs. A Capitol foi adquirida pelo conglomerado britânico de música EMI como sua subsidiária na América do Norte em 1955. A EMI foi adquirida pela Universal Music Group em 2012 e se fundiu com a empresa um ano depois, fazendo da Capitol e do Capitol Music Group uma parte da UMG. O edifício da sede circular da marca em Hollywood é um marco reconhecido da Califórnia.

## História

### Fundação
O compositor Johnny Mercer fundou a Capitol Records em 1942 com ajuda financeira do compositor e produtor de filmes Buddy DeSylva e Glenn Wallichs, proprietário da Wallichs Music City. Mercer levantou a ideia de começar uma gravadora enquanto jogava golfe com Harold Arlen e Bobby Sherwood e com Wallichs na loja de discos de Wallich. Em 2 de fevereiro de 1942, Mercer e Wallichs encontraram DeSylva em um restaurante em Hollywood para falar sobre investimentos da Paramount Pictures. Em 27 de março de 1942, os três homens incorporaram como Liberty Records (não a gravadora independente Liberty Records). Em maio de 1942, o pedido foi alterado para alterar o nome da empresa para a Capitol Records.
Em 6 de abril de 1942, Mercer supervisionou a primeira sessão de gravação da Capitol, onde Martha Tilton gravou a música "Moon Dreams". Em 5 de maio, Bobby Sherwood e sua orquestra gravaram duas faixas no estúdio. Em 21 de maio, Freddie Slack e sua orquestra gravaram três faixas no estúdio; um com a orquestra, um com Ella Mae Morse chamado "Cow-Cow Boogie" e "Air-Minded Executive" supervisionado por Mercer. Em 4 de junho de 1942, a Capitol abriu seu primeiro escritório em uma sala no segundo andar ao sul de Sunset Boulevard. Naquele mesmo dia, Wallichs apresentou o primeiro disco gratuito da empresa para o disc jockey de Los Angeles, Peter Potter. Em 5 de junho de 1942, Paul Whiteman e sua orquestra gravaram quatro músicas no estúdio. Em 12 de junho, a orquestra gravou mais cinco músicas no estúdio, incluindo "Trav'lin 'Light" com Billie Holiday, em 11 de junho, Tex Ritter gravou "(I Got Spurs That) Jingle Jangle Jingle" e "Goodbye My Little Cherokee" para sua primeira sessão de gravação do Capitol, e as canções formaram o 110º álbum produzido da Capitol.
Os primeiros artistas de gravação incluíam o co-proprietário Mercer, Johnnie Johnston, Morse, Jo Stafford, o Pied Pipers, Tex Ritter, Tilton, Paul Weston, Whiteman e Margaret Whiting. O primeiro single certificado com ouro da Capitol foi "Cow Cow Boogie", de Morse, em 1942.
O primeiro álbum da Capitol foi Capitol Presents Songs by Johnny Mercer, um conjunto de três discos com gravações de Mercer, Stafford e Pied Pipers, todos com a Orquestra de Weston. Os outros músicos da gravadora de 1940 incluem Les Baxter, Les Brown, Jimmy Bryant, Billy Butterfield, Nat King Cole, Sammy Davis Jr., Dinning Sisters, Tennessee Ernie Ford, Mary Ford, Benny Goodman, Skitch Henderson, Betty Hutton, Stan Kenton, Peggy Lee, Billy May, Les Paul, Alvino Rey, Andy Russell, Smilin' Jack Smith, Kay Starr, Speedy West e Cootie Williams. Músicos do selo Capitol America incluem Lead Belly, Cliffie Stone, Hank Thompson, Merle Travis, Wesley Tuttle, Jimmy Wakely e Tex Williams.
A Capitol foi o primeiro grande selo da costa oeste a competir com marcas na costa leste, como Columbia, Decca e RCA Victor. Além de seu estúdio de gravação em Los Angeles, a Capitol possuía um segundo estúdio em Nova York e ocasionalmente enviava equipamentos de gravação para Nova Orleans e outras cidades.

### Outros gêneros
Em 1946, o escritor e produtor Alan W. Livingston criou o Bozo the Clown para a livraria infantil da empresa. Exemplos de álbuns notáveis da Capitol para crianças durante essa época são Sparky's Magic Piano e Rusty in Orchestraville. A Capitol também desenvolveu um notável catálogo de jazz que incluía o Capitol Jazz Men e lançou o álbum Birth of the Cool, de Miles Davis. A Capitol lançou alguns álbuns clássicos na década de 1940, alguns dos quais continham uma capa de couro fortemente em relevo. Estas gravações apareceram no formato 78 rpm, depois lançadas no formato 33 rpm em 1949.
Entre as gravações: Choros No. 10, do compositor brasileiro Heitor Villa-Lobos, com contribuições de um grupo coral de Los Angeles e da Janssen Symphony Orchestra (1940–1952), conduzido por Werner Janssen; Symphony No. 3 do compositor russo Reinhold Moritzovich Glière; e Symphony in D minor, de César Franck, com Willem Mengelberg e a Orquestra Concertgebouw.
Em 1949, a Capitol abriu uma filial no Canadá e comprou a KHJ Studios na Melrose Avenue, adjacente à Paramount, em Hollywood.
Em meados da década de 1950, a Capitol se tornou uma grande empresa que se concentrava na música popular. A lista da gravadora incluída the Andrews Sisters, Ray Anthony, Shirley Bassey, June Christy, Tommy Duncan, Tennessee Ernie Ford, The Four Freshmen, The Four Knights, The Four Preps, Jane Froman, Judy Garland, Jackie Gleason, Andy Griffith, Dick Haymes, Harry James, The Kingston Trio, The Louvin Brothers, Dean Martin, Al Martino, Skeets McDonald, Louis Prima, Nelson Riddle, Dinah Shore, Frank Sinatra e Keely Smith.
Em junho de 1952, a revista Billboard continha uma crônica dos primeiros dez anos da gravadora nos negócios.

### Venda pela EMI

Logotipo da Capitol de 1969 a 1978.

Em 1955, a gravadora britânica EMI encerrou seu acordo de distribuição mútua de 55 anos com a RCA Victor e adquiriu 96% das ações da Capitol por US$ 8,5 milhões. A EMI construiu um estúdio em Hollywood para combinar com o moderno Abbey Road Studios, em Londres.
Em 1957, o selo clássico da EMI, Angel, foi fundido com a Capitol. Algumas gravações clássicas foram emitidas em alta fidelidade e som estereofônico. Entre eles estão William Steinberg e a Orquestra Sinfônica de Pittsburgh, Leopold Stokowski com várias orquestras (incluindo a Orquestra Filarmônica de Los Angeles) e Sir Thomas Beecham e a Royal Philharmonic Orchestra, bem como álbuns clássicos de Carmen Dragon e da Orquestra do Hollywood Bowl e álbuns de música de filmes conduzidos por compositores de Hollywood como Alfred Newman.
A série Capitol of the World, introduzida em 1956 e ativa na década de 1970, englobou German Beer Drinking Songs, Honeymoon in Rome, Australian Aboriginals, e Kasongo! Modern Music of the Belgian Congo. Muitos foram produzidos por Dave Dexter Jr. Esta série continha mais de 400 álbuns.
Em 2001, Andrew Slater assumiu como presidente.

### Venda pela Universal
Em 2012, as operações de gravação da EMI foram vendidas para o Universal Music Group e a sede mundial foi restabelecida na Capitol Tower, em Hollywood, como parte da subsequente reorganização do Capitol Music Group. Steve Barnett, anteriormente funcionário da Columbia, foi contratado como presidente e diretor executivo da divisão.
A Capitol entrou com uma ação contra o Vimeo, um site de compartilhamento de vídeos online, por violação de direitos autorais de áudio. A Capitol registrou a reivindicação depois que os usuários estavam visivelmente sincronizando os lábios com algumas de suas faixas. Após uma ação legal da Capitol contra a empresa on-line ReDigi.com em abril de 2013, descobriu-se que esta última violava a lei de direitos autorais. A Capitol Records alegou que a ReDigi era culpada de violação de direitos autorais devido a um modelo de negócios que facilitou a criação de cópias adicionais dos arquivos de música digital da Capitol, pelos quais os usuários podiam fazer o upload dos arquivos para download ou streaming para o novo comprador do arquivo. ReDigi argumentou que a revenda de arquivos de música MP3/digital é realmente permitida sob certas doutrinas ("uso justo" e "primeira venda"), mas a corte sustentou que a aplicação das doutrinas "estava limitada a itens materiais que o proprietário dos direitos autorais colocou no fluxo de comércio."
Em 2014, a PGH Live Music juntou-se à equipe e Katy Perry fundou a gravadora Metamorphosis Music, iniciando um contrato com a Capitol. O nome da gravadora foi posteriormente alterado para Unsub Records em 2016. Também nesse ano, a Capitol subiu para a segunda participação de mercado e ganhou quatro categorias no Grammy Awards por música de Beck e Sam Smith.
Em 2018, a divisão eletrônica da Capitol, a Astralwerks, relançou com uma nova equipe e transferiu todas as suas operações para a torre da Capitol em Los Angeles.